# Catálogo raisonné
Catálogo raisonné é um tipo de publicação de em que se cataloga de forma abrangente todas as obras conhecidas de artista. As obras passam por autenticação para que possam ser identificadas de forma confiável por terceiros. Nesses catálogos são registrados dados como título, data, descrição, dimensões, técnica empregada, localização, histórico de exibição, estado de preservação, assinatura/monograma/inscrições, bibliografia relacionada e numeração catalográfica.

## Artistas do Brasil
- Catálogo raisonné Candido Portinari
- Catálogo raisonné Eliseu Visconti
- Catálogo raisonné Tarsila do Amaral